# Фридерик Папе
Фридерик Папе (пол. Fryderyk Papée; 4 квітня 1856, Золочів — 20 жовтня 1940, Краків) — польський історик, дослідник історії Польщі 15–16 ст., бібліотекар. Дійсний член АН у Кракові (1920). Професор (1921). Походив зі спольщеної французької родини.

## Життєпис
Народився в Золочеві на Львівщині в родині повітового комісара. 1867—1873 навчався у Львівській гімназії, 1873—1875 — у Львівському університеті, 1875—1879 — у Відні. 1878 у Віденському університеті захистив докторську дисертація на тему: «Polityka polska w czasie upadku Jerzego z Podiebradu wobec kwestii następstwa w Czechach 1466—1471». 1880—1883 — бібліотекар Бібліотеки ім. Оссолінських у Львові. Від 1883 працював у бібліотеці Львівського університету (від 1893 — хранитель, від 1895 — заступник директора). Співзасновник Історичного товариства у Львові (1886), 1904—1905 — головний редактор часопису «Kwartalnik Historyczny». 1905—1926 — директор бібліотеки Ягеллонського університету. 1920 і 1929—1930 — заступник директора Бібліотеки Чарторийських у Кракові. 1927—1933 — інспектор бібліотеки АН у Кракові. 1921—1927 — професор Ягеллонського університету. Від 1906 — член-кореспондент, від 1920 — дійсний член АН у Кракові. Був членом Угорської АН, почесним членом Польського історичного товариства, Угорського історичного товариства і Товариства польських бібліотекарів.
Помер у м. Краків.

## Праці
Досліджував добу панування династії Ягеллонів:
- «Kandydatura Fryderyka Jagiellończyka na biskupstwo warmijskie 1489—1492: Ustęp z dziejów polityki Kazimierza IV wobec Prus po odzyskaniu tychże» (1879),
- «Ostatnie dwunastolecie Kazimierza Jagiellończyka 1480—1492» (1903),
- «Studia i szkice z czasów Kazimierza Jagiellończyka» (1907),
- «Jan Olbracht» (1936), «Aleksandr Jagiellończyk» (1949) та ін.).

Джерельний матеріал до теми зібрав у виданні «Akta Aleksandra króla polskiego, Wielkiego Księcia Litewskiego… 1501—1506» (1927).
Папе цікавився регіональною історією:
- «Zabytki przeszłości miasta Bełza» (1884),
- «Skole i Tucholszczyna: Przewodnik Naukowy i Literacki» (1890),
- «Historia miasta Lwowa w zarysie» (1890) та ін.).

Досліджував також тематику 16 ст.:
- «Ostatnie lata Diabła Stadnickiego» (1889),
- «Żywot hetmana Żółkiewskiego» (1895),
- «Dzieje unii kościelnej na Rusi» (1896).

Був співавтором публікації «The Cambridge History of Poland: From the Origins to Sobieski» (1950).

## Нагороди
- Командорський хрест ордена Відродження Польщі (1927)[2]
- Золотий Хрест Заслуги (1936)[3]
- Лицарський хрест ордена Франца Йосифа (Австро-Угорщина, 1905)[4]
- Командорський хрест ордена Заслуг (Угорщина)